# Cisticola brachypterus
Cisticola brachypterus là một loài chim trong họ Cisticolidae.